# جان پاسمور
جان پاسمور (انگلیسی: John Passmore؛ ۹ سپتامبر ۱۹۱۴ – ۲۵ ژوئیه ۲۰۰۴ (سن ۸۹)) فیلسوف، و مورخ اهل استرالیا بود.